# Reprezentacja Holandii w hokeju na lodzie kobiet
Reprezentacja Holandii w hokeju na lodzie kobiet – narodowa żeńska reprezentacja tego kraju. Należy do Dywizji Czwartej.

## Starty w Mistrzostwach Świata
- 1999 – 16. miejsce
- 2000 – 21. miejsce
- 2001 – 18. miejsce
- 2003 – 19. miejsce
- 2004 – 19. miejsce
- 2005 – 20. miejsce
- 2007 – 20. miejsce
- 2008 – 20. miejsce
- 2009 – 21. miejsce
- 2011 – 20. miejsce

## Starty w Igrzyskach Olimpijskie
- Holenderki nigdy nie zakwalifikowały się do Igrzysk Olimpijskich.